# Lenka Matejová
Lenka Matejová (ur. 26 stycznia 1990 roku) – słowacka zapaśniczka walcząca w stylu wolnym. Zajęła czternaste miejsce na mistrzostwach świata w 2012. Piąta na mistrzostwach Europy w 2010. Czternasta na Igrzyskach Europejskich w 2015 i na Uniwersjadzie w 2013, jako zawodniczka Uniwersytetu Komeńskiego w Bratysławie. Wicemistrzyni Igrzysk frankofońskich w 2013. Mistrzyni Europy juniorów w 2009, a trzecia w 2010 roku.